# Jongleren

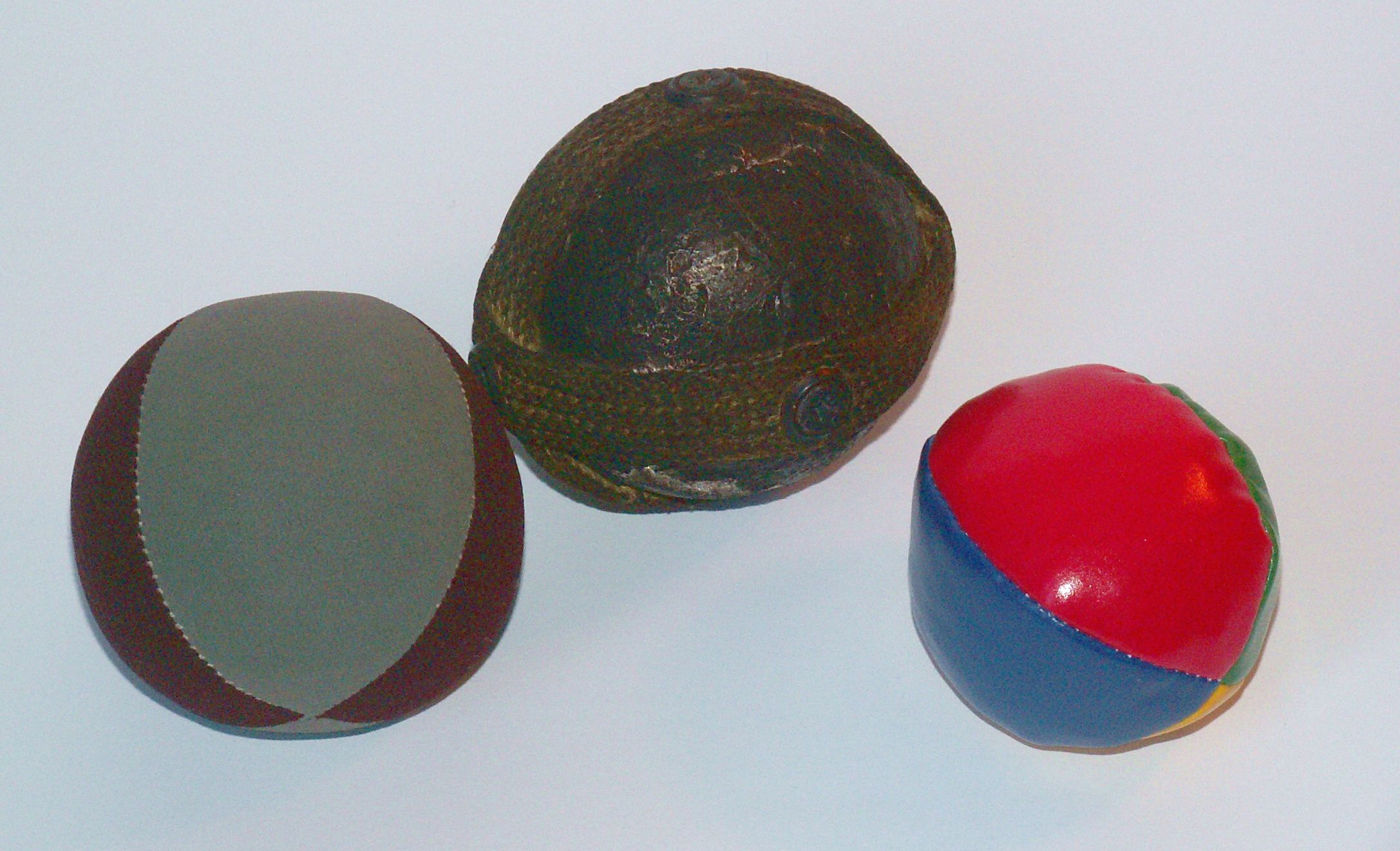
De meestgebruikte jongleerattibuten: jongleerballen. Rechts een kleine goedkope, links een luxere uitvoering, en in het midden een kevlar-vuurbal.

Jongleren bestaat uit een aantal vaardigheden waarmee objecten gegooid en opgevangen, of in de lucht gehouden worden. In de middeleeuwen was een jongleur of joculator een veelzijdig acrobaat die bijvoorbeeld ook zong.
Jongleren wordt door amateurs en professionals beoefend. Er zijn ook notatiesystemen voor jongleren ontwikkeld, zoals siteswap.

## Geschiedenis
Hoe oud jongleren nu precies is, is moeilijk na te gaan. De oudste afbeeldingen die bekend zijn stammen uit het oude Egypte, muurschilderingen tonen vrouwen die ballen in de lucht houden. Uit het oude Griekenland en het Romeinse Rijk zijn ook afbeeldingen, beelden en beschrijvingen bekend die erop duiden dat in deze tijd jongleren al bestond.
In de Europese middeleeuwen maakte wat we nu jongleren noemen deel uit van het repertoire van rondreizende kunstenaars. Een jongleur (joculator) uit die tijd vertelde echter ook verhalen, speelde toneel, danste, zong, musiceerde en was bedreven in de acrobatiek.
De kunst van het jongleren was in het verleden een goed bewaard geheim. Van nieuwe beoefenaars eiste het een groot doorzettingsvermogen om de kunst te leren. De geheimhouding is voorbij, er worden boeken over het beoefenen geschreven, cursussen gegeven en videobanden uitgebracht. Bovendien zijn er grote festivals.
De term jongleren is net als jonglieren (Duits), juggling (Engels) en jongler (Frans) afgeleid van het Latijnse woord ioculari (=schertsen, spelen).

## Disciplines

Animatie van een cascade met drie ballen.

### Jongleren
Meestal wordt met jongleren het in een bepaald patroon opgooien en opvangen van voorwerpen zoals ballen, kegels, ringen, messen of fakkels bedoeld, in het Engels toss juggling genoemd.
Alleen het omhoog gooien en weer opvangen van een bal (of ander voorwerp) is nog geen jongleren; met de ballen moet ook een bepaald continu patroon worden gevormd.
Het bekendste en eenvoudigste patroon is de cascade met drie ballen: de eerste bal wordt door de lucht richting de andere hand gegooid, wanneer deze het hoogste punt bereikt wordt de tweede bal er in tegengestelde richting onderdoor gegooid, de derde bal wordt daar weer onderdoor gegooid terwijl de eerste wordt gevangen, en het patroon herhaalt zich vanaf de eerste bal (zie de animatie).
Andere basispatronen zijn de fountain, doorgaans met een even aantal ballen, waarbij de ballen door dezelfde hand gegooid en gevangen worden, en de shower, waarbij de ballen (een even of oneven aantal) met de ene hand omhoog gegooid, en door de andere hand gevangen en naar de eerste hand teruggegeven of -gepasst worden.

### Andere disciplines
In de brede zin van het woord kan met jongleren ook andere circustechnieken bedoeld worden, zoals:
- Contactjongleren
- Devilstick of flowerstick
- Diabolo
- Draaiende borden
- Hoelahoepen
- Poi
- Sigaardozen
- Voetbaljongleren

## Stijlen

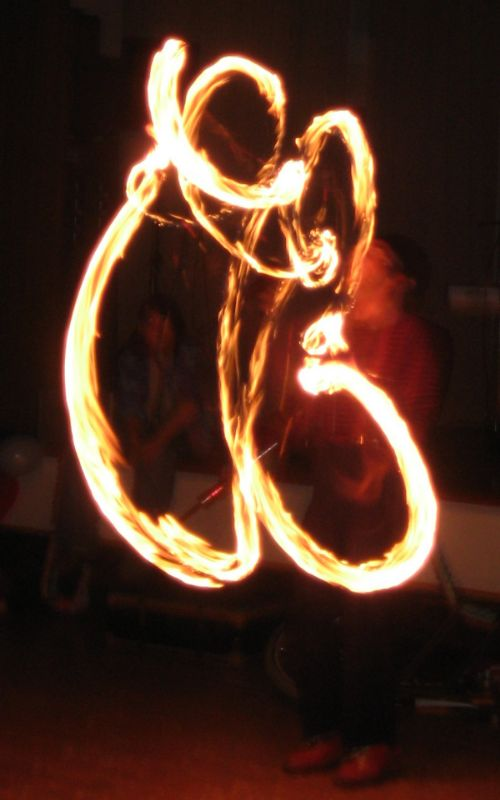
Nachtelijke jonglage met vuur

Deze opsomming dient om een indruk van verschillende stijlen te geven. Zij is niet volledig, en de categorieën zijn niet duidelijk te scheiden. Bovendien heeft elke jongleur zijn eigen stijl.
ContactjonglerenHierbij worden ballen niet gegooid, maar gerold over het gehele lichaam, vooral over de handen, de armen, en via de schouders over de nek. Michael Moshen wordt beschouwd als de pionier van deze manier van jongleren. De bedoeling van deze stijl is de indruk creëren dat de bal over de lichaamsdelen zweeft zonder dat de jongleur er directe invloed op uitoefent. Deze stijl wordt vaak beoefend met doorzichtige acryl ballen.
StuiterenDoor speciale stuiterballen pas te vangen nadat ze een of twee keer op de grond gestuiterd zijn, houdt een jongleur meer tijd over en kan dus meer ballen manipuleren. Uiteraard zijn hiervoor ballen van een geschikt materiaal nodig; silicone is het gebruikelijkst (en het duurst). Stuiterjongleerballen worden aangeduid met een stuitergehalte; als dit 90% is, betekent dat dat het balletje weer op 90% van de hoogte komt als waar hij losgelaten werd. Met deze stijl springen jongleurs creatief om, zo stuiteren ze bijvoorbeeld tegen een gong of op de toetsen van een keyboard om muziek te creëren tijdens het jongleren.
PassingHet overgooien van ballen of kegels tussen twee of meer jongleurs. Zeer populair op bijeenkomsten en festivals. In principe is niet een zeer hoog technisch niveau nodig om met veel mensen over te gooien. In het Nederlands is het woord 'overpassen' gebruikelijk.
SportjonglerenHet gaat hierbij met name om doen van moeilijke trucs en het breken van records, zoals:
- het meeste aantal worpen met acht kegels
- hardlopend jongleren (zelfs marathons en hordelopen)

Enkele jongleurs die in dit gebied uitblinken, zijn:
- Anthony Gatto – heeft gedurende 45 minuten vijf kegels gejongleerd en is officieel houder van de meeste wereldrecords in jongleren.
- Albert Lucas – heeft naar eigen zeggen veertien ringen gejongleerd. Het record dat opgenomen is op video, is tot nu toe dertien ringen.
- Jason Garfield – heeft jongleerkampioenschappen in Las Vegas georganiseerd die televisieaandacht gekregen hebben in Amerika.

CircusstijlDe traditionele circusjongleur imponeert door snel te jongleren, of een groot aantal objecten, of door een combinatie van handelingen (Rafael de Carlos jongleert bijvoorbeeld vier voetballen terwijl hij 1 bal op zijn hoofd kopt). Een bekende jongleur in deze stijl is Dmitri Tsjernov, die als specialiteit tijdens het jongleren voortdurend wisselt van aantal ballen.
TheaterstijlTechniek van het jongleren staat hier niet centraal maar kan zeker nog belangrijk zijn. Dit is een stijl waarbij veel invloeden van dans (modern, contemporary, breakdance, etc.) en theaterspel tijdens het jongleren gecombineerd wordt. Door deze invloeden kan er veel gespeeld worden met ruimte en ritme. Tegenwoordig zijn er een hoop jongleurs die met deze stijl jongleren.
StraatoptredensStraatartiesten laten meestal niet al hun technische kunnen zien, omdat op straat een goede grap meer geld oplevert dan knap jongleerwerk.
VuurjonglerenJongleren in het donker met brandende kegels of ballen; soms wordt dit gecombineerd met vuurspuwen.

## Festivals

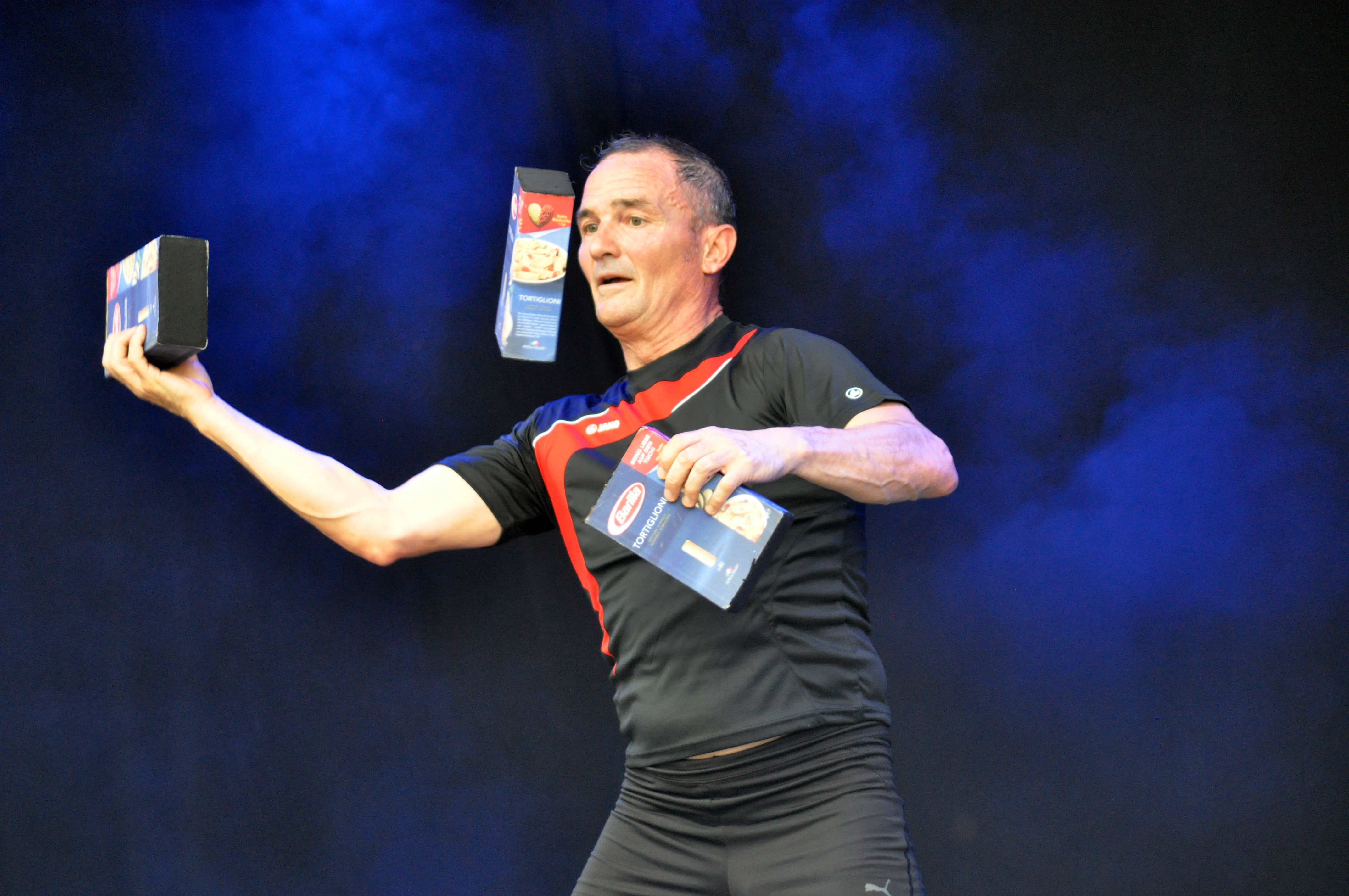
Jongleur met sigaardozen op een festival

Over de hele wereld worden vele grote en kleinere jongleerfestivals gehouden. Hier komen jongleurs bij elkaar om samen te jongleren. Er zijn workshops waar nieuwe stijlen en technieken geleerd kunnen worden, maar vaste onderdelen van een festival zijn ook shows, open podia, parades en games.
In Nederland bekende festivals zijn
het Nederlands jongleerfestival (NJF), het herfst jongleerweekend (HJW) en het winter jongleerweekend (WJW). Elk jaar wordt in een Europees land 
het Europees jongleerfestival (EJC) georganiseerd.

## Afbeeldingen

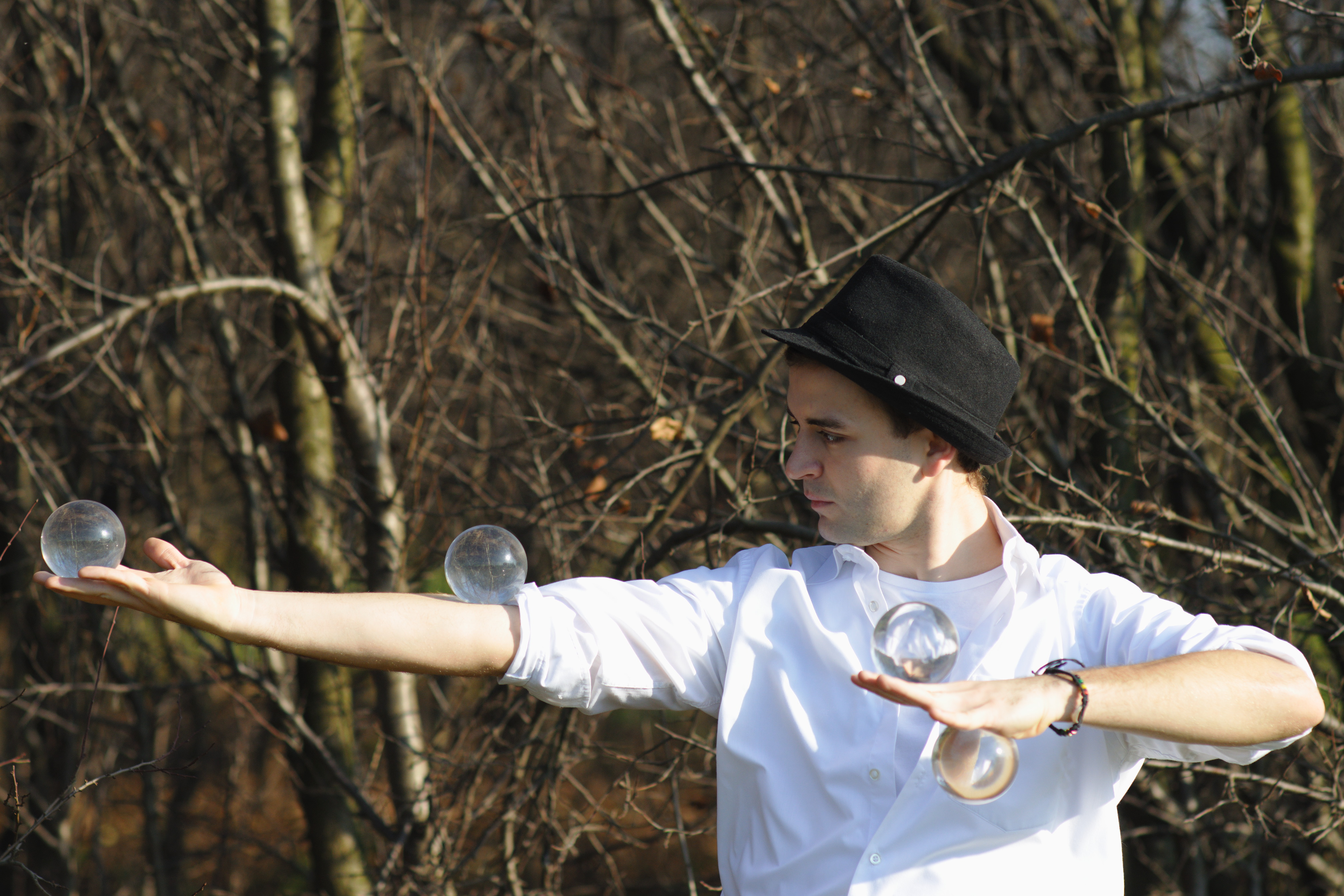
Contactjongleren met vier ballen
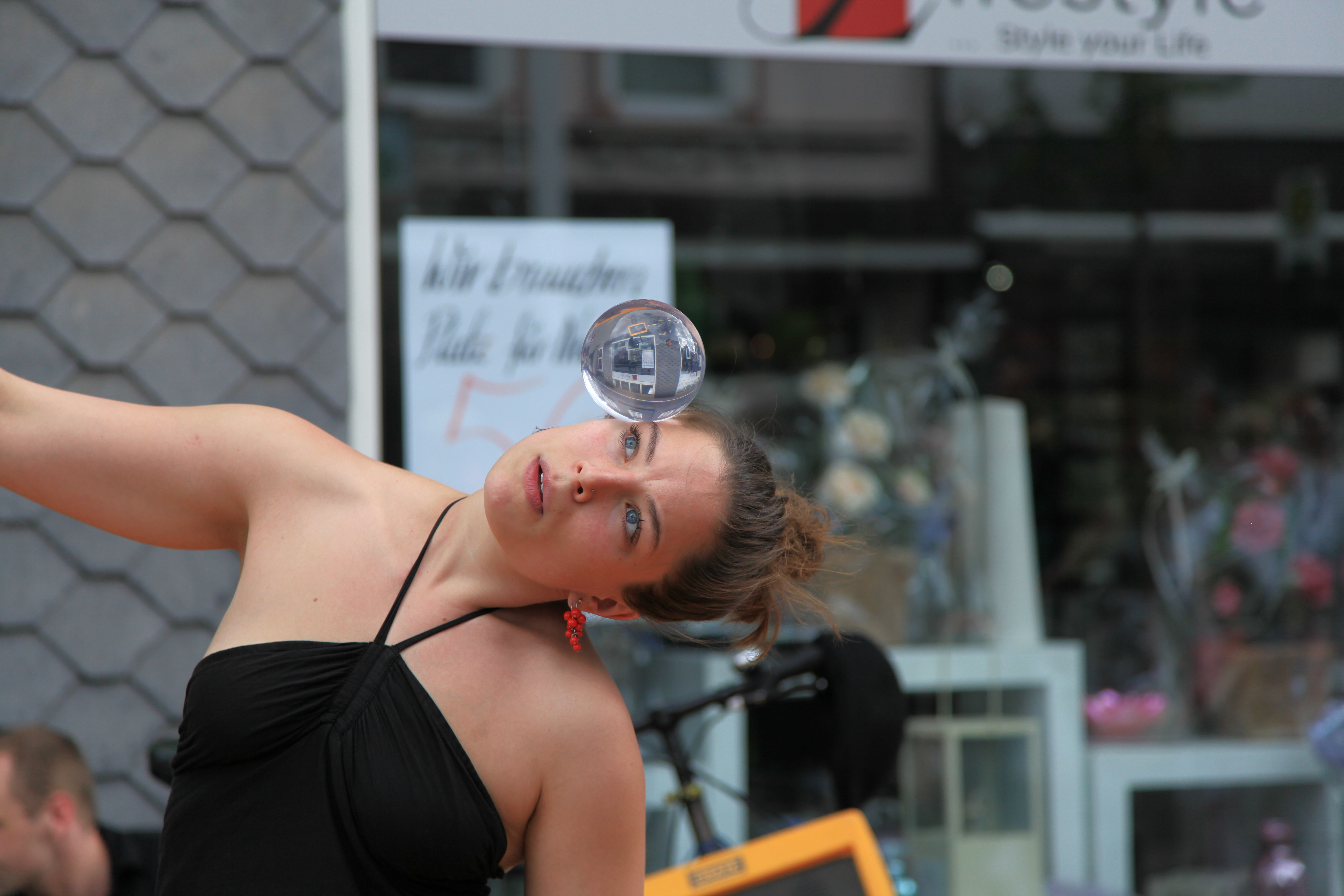
Contactjongleren op straat
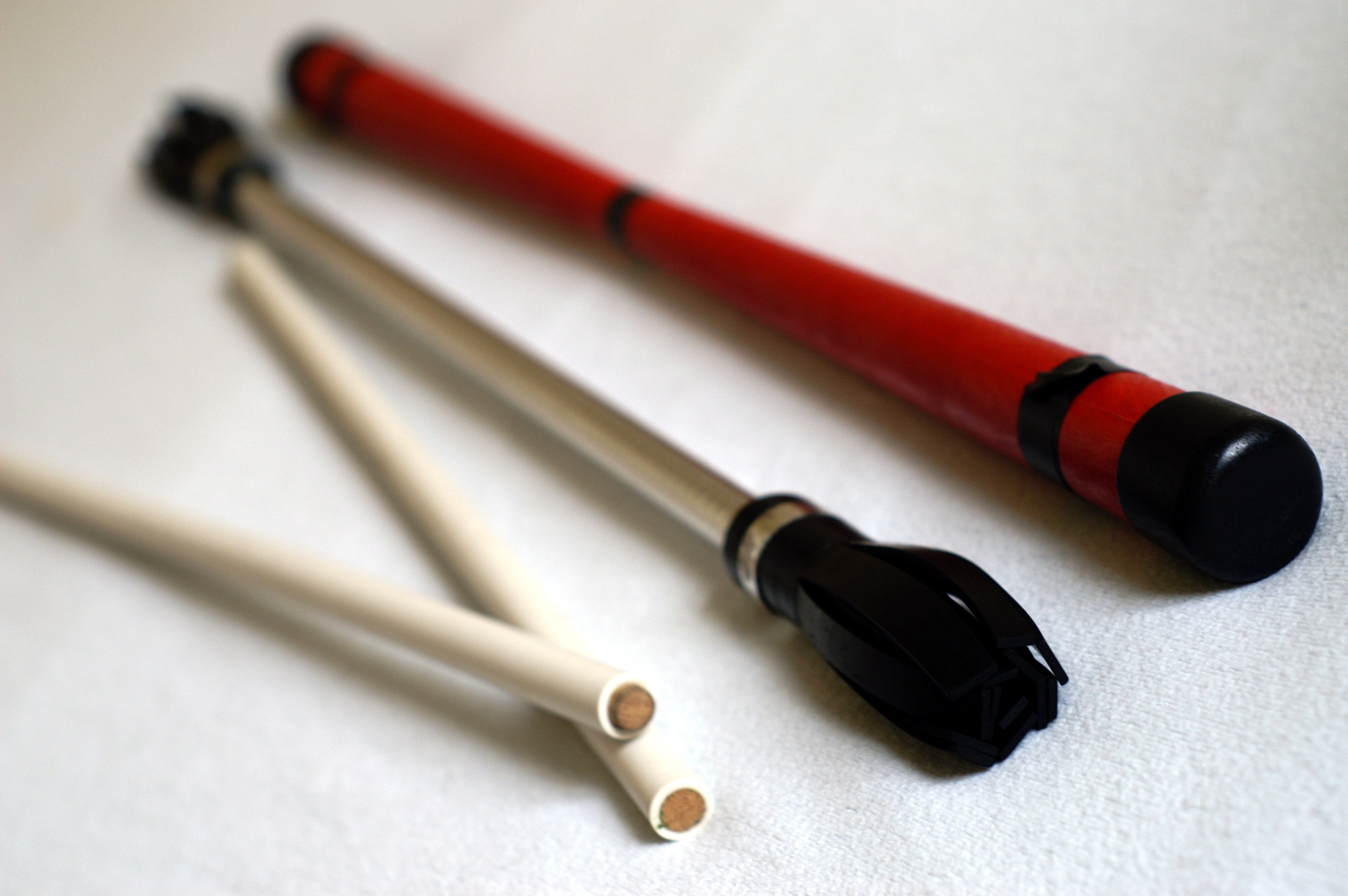
V.l.n.r. devilstick, flowerstick, en twee rubber stokken om ze te bespelen
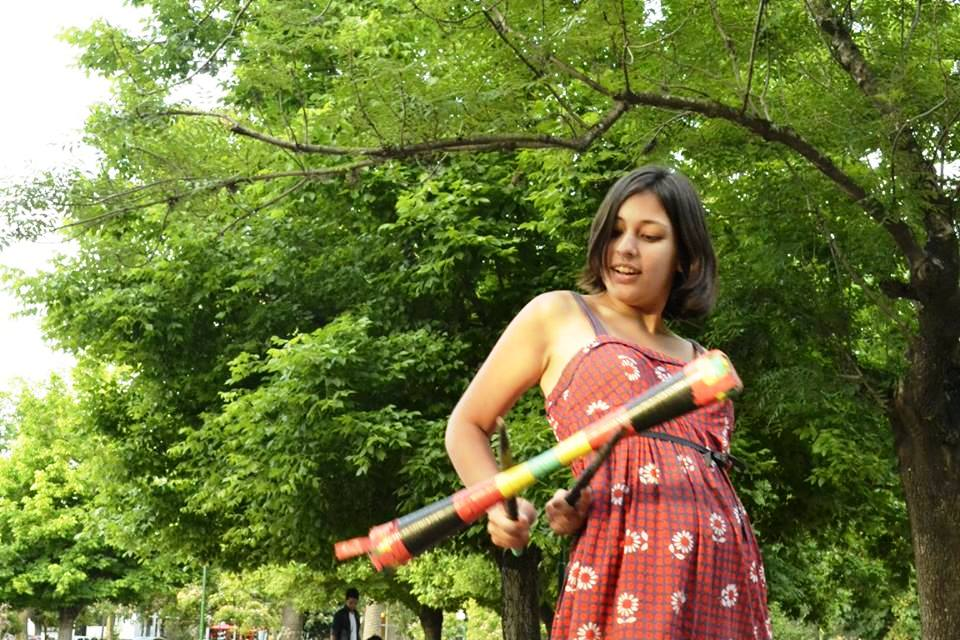
In actie met een zelfgemaakte devilstick
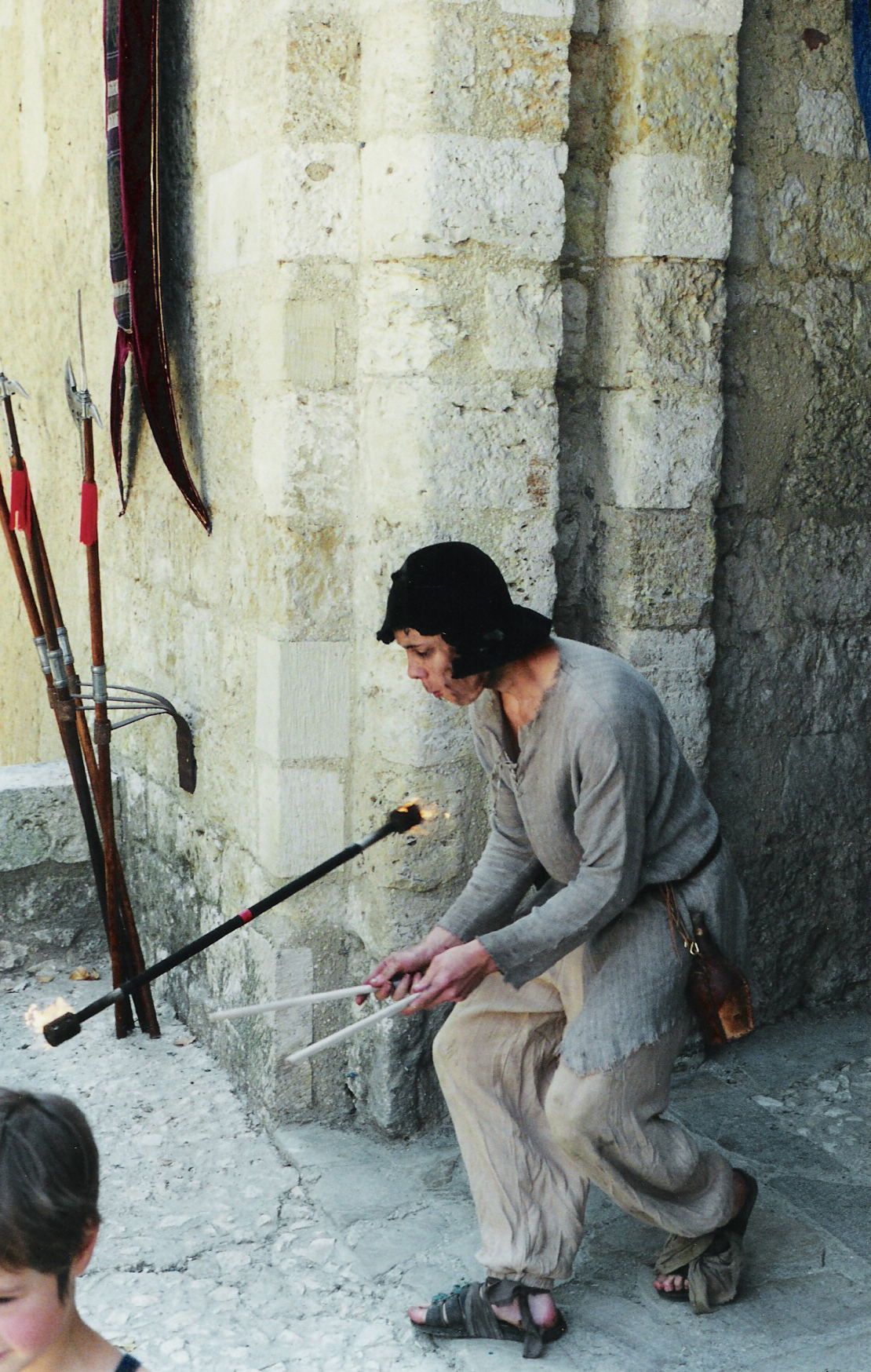
Een jongleur met een brandende devilstick
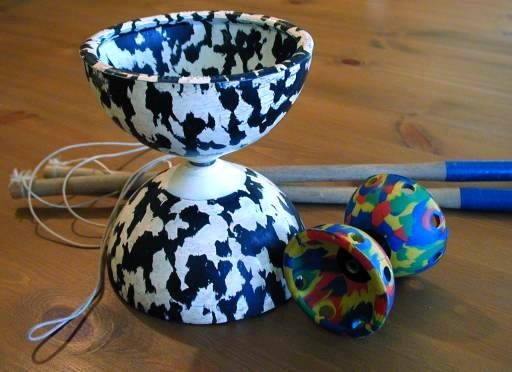
Een grote en kleine diabolo
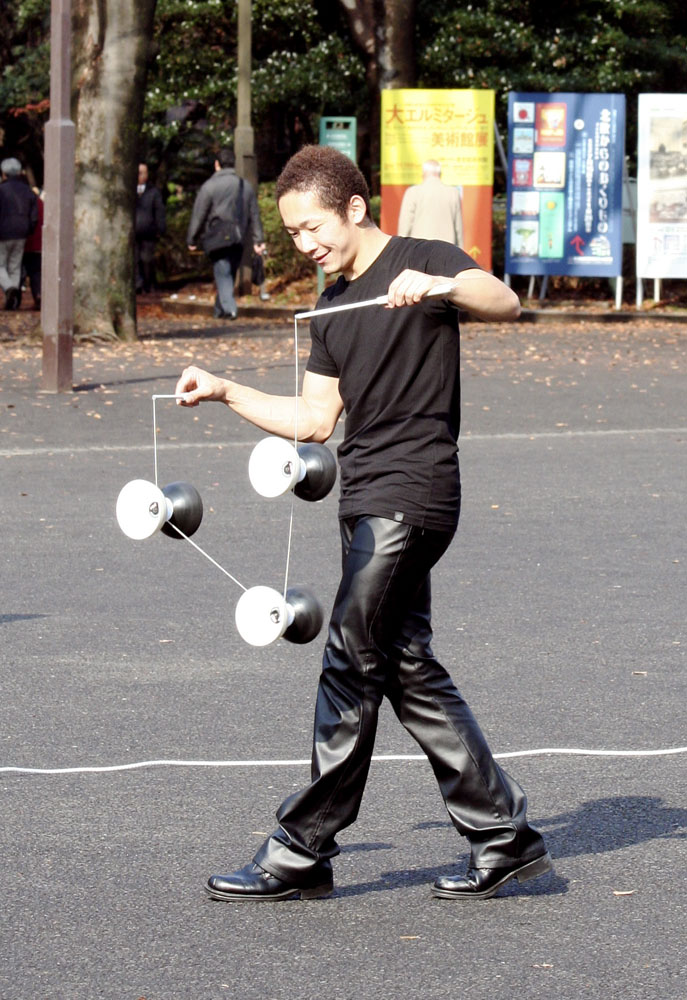
Diabolist in het Uenopark met drie diabolo's
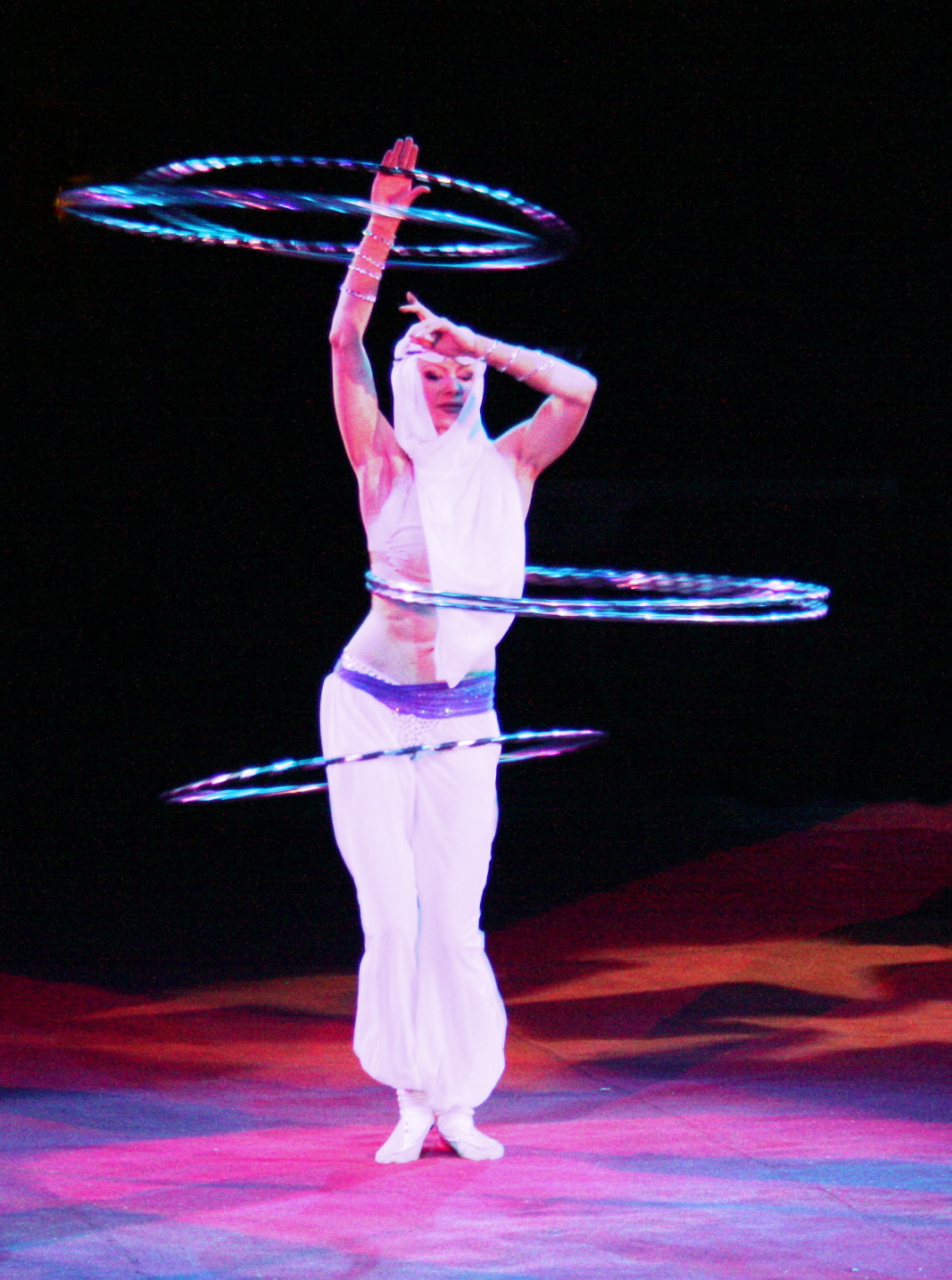
Een vrouw met vijf hoepels
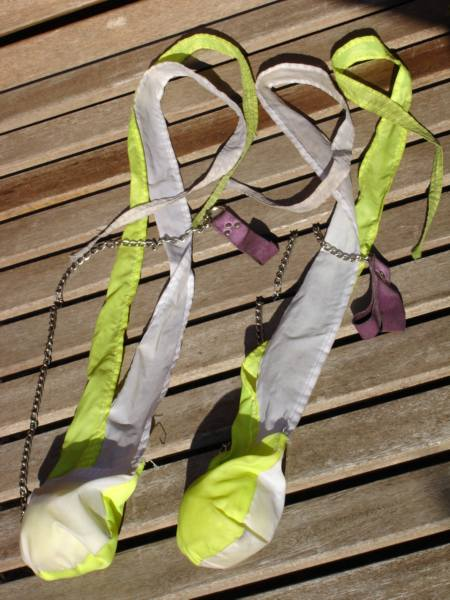
Twee pois
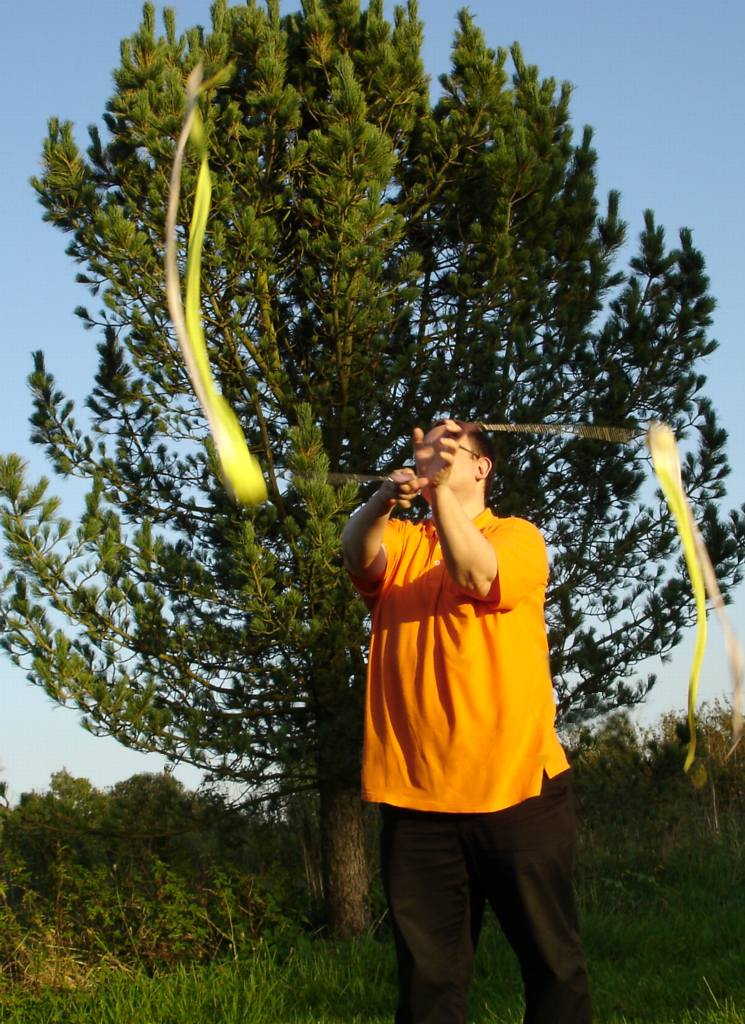
Pois in actie